# Jaworów (Nowa Ruda)
Jaworów (niem. Scholzengrund) – część miasta Nowa Ruda w Polsce położona w województwie dolnośląskim, w powiecie kłodzkim.

## Położenie
Jaworów położony jest w Sudetach Środkowych, na północno-wschodnim stoku Wzgórz Włodzickich, powyżej Drogosławia, na wysokości około 500–530 m n.p.m.

## Podział administracyjny
W latach 1975–1998 miejscowość administracyjnie należała do województwa wałbrzyskiego.

## Historia
Początki Jaworowa nie są znane, wiadomo tylko że w przeszłości istniało tu wolne sołectwo. Na początku XIX wieku była to duża miejscowość licząca 60 domów. W 1910 roku miejscowość liczyła 237 mieszkańców, w 1933 roku ich liczba wzrosła do 470. Po 1945 roku Jaworów częściowo wyludnił się, wiele opuszczonych domów popadło w ruinę i została rozebranych. Pod koniec XX wieku w miejscowości zaczęło rozwijać się budownictwo jednorodzinne, obecnie jest to osiedle mieszkaniowo-rolnicze.